# 13-й военный округ (вермахт)
13-й военный округ (нем. Wehrkreis XIII) — военный округ вермахта. Образован 1 октября 1937 года, центр — Нюрнберг.

## Сформированные дивизии

### 5-я волна мобилизации
- 98-я пехотная дивизия

### 12-я волна мобилизации
- 113-я пехотная дивизия

## Командный состав военного округа

### Командующие
- генерал пехоты Максимилиан фон Вейхс (нем. Maximilian Freiherr von Weichs) (1 октября 1937 — 26 августа 1939);
- Фридрих фон Кохенгаузен